# André Schadt
André Schadt (República Federal Alemana) es un nadador alemán retirado especializado en pruebas de estilo braza, donde consiguió ser subcampeón mundial en 1986 en los 4x100 metros estilos.

## Carrera deportiva
En el Campeonato Mundial de Natación de 1986 celebrado en Madrid (España), ganó la medalla de plata en los relevos de 4x100 metros estilos, nadando el largo de braza, con un tiempo de 3:42.26 segundos, tras Estados Unidos (oro con 3:41.25 segundos) y por delante de la Unión Soviética (bronce con 3:42.63 segundos).